# Ulochlaena schaeferi
Ulochlaena schaeferi là một loài bướm đêm trong họ Noctuidae.